# Mariëlle Fiolet
Mariëlle Fiolet, née le 14 juillet 1943 à Middelbourg, est une actrice néerlandaise.

## Biographie

### Enfance et formation
Elle est née le 14 juillet 1943 à Middelbourg,.

## Filmographie

### Cinéma et téléfilms
- 1968 : Monsieur Hawarden : La femme de ménage
- 1970 : Vic Singel : Annette[1]
- 1971 : De worstelaar : Mme Stefano
- 1973 : Geen paniek (nl) : Roosje
- 1973 : Because of the Cats : Mme Van der Valk[1]
- 1975 : Klaverweide (nl) : Mme van Wemelen
- 1978 : Dubbelleven (nl) : Anna Rietveld
- 1979 : Dokter Glas : Anna
- 1979 : Martijn en de magiër (nl) : Ankie Vonk
- 1981 : Lucifer (nl) : Belial[1]
- 1982 : Mensen zoals jij en ik (nl) : La maman
- 1985 : Het bloed kruipt : Mme Straathof
- 1986 : Zeg 'ns Aaa (nl) : Marjan
- 1991 : Oppassen!!! (nl) : Janine
- 1993 : Niemand de deur uit! (nl) : Nancy Veenstra
- 1994 : Het Zonnetje in Huis (nl) : Marjan
- 1997 : Onderweg naar Morgen : Elizabeth de Ridder
- 1999 : Ben zo terug (nl) : Katoucha
- 2000-2002 : Goede tijden, slechte tijden : Tante Nel